# 키릴 알렉센코
키릴 알렉센코(1997년 6월 22일 ~ )는 러시아의 체스 선수이다.
러시아 비보르크에서 태어났다.